# Lil Jolie
Lil Jolie, seudónimo de Angela Ciancio (Calvi Risorta, 29 de marzo de 2000), es una cantautora italiana.

## Biografía

### Infancia y primeros años
Nacida en 2000 en Petrulo, una aldea del municipio de Calvi Risorta, Angela Ciancio creció entre su ciudad natal y Pantuliano, una aldea del municipio de Pastorano, ambos en la provincia de Caserta. Se acercó a la música a los cinco años gracias a su abuelo Luigi, quien le regaló una guitarra clásica.
En 2018 hizo su debut discográfico al publicar su música a través de la plataforma musical SoundCloud, donde se hizo notar y apreciada por la escena urbana y hip hop con el nombre artístico de "Lil Jolie", seudónimo elegido como homenaje a la actriz estadounidense Angelina Jolie.
El 10 de octubre de 2019 lanzó su primer sencillo oficial Farsi male. Posteriormente comenzó a aparecer entre los autores del sello Sugar Music, y de 2019 a 2022 colaboró con el sello discográfico Warner Music Italia. En 2020 y 2021 le siguieron los sencillos Diamanti, Panico en colaboración con Ketama126, Empty, junto con Nahaze, y finalmente Regole, en colaboración con Carl Brave. El 27 de mayo de 2022 lanzó su primer EP, Bambina, del que se extrajeron los sencillos Panico, Regole y Sola.

### 2023-2024: Participación enAmici 23yLa vita non uccide
En septiembre de 2023 participó en el casting de la vigésimo tercera edición del concurso de talentos musicales de Canale 5 Amici di Maria De Filippi, donde fue elegida por el profesor Rudy Zerbi. En 2023 y 2024 lanzó los sencillos Follia, Non è la fine y Attimo. En marzo de 2024, tras finalizar la fase inicial, accedió a la fase vespertina del programa en el equipo de los profesores Anna Pettinelli y Raimondo Todaro, siendo eliminada durante el quinto episodio el 20 de abril. Posteriormente firmó con el sello BMG Rights Management.
El 2 de mayo de 2024 se lanzó el sencillo Kiss Me, escrito junto a la cantautora Madame. El 17 de mayo lanzó su segundo EP, La vita non uccide. El 28 de junio se lanzó su colaboración en el single Guagliona de Vale LP.

### 2024-presente: Sanremo Giovani y Festival de San Remo 2025
Del 12 de noviembre al 18 de diciembre de 2024 participó en la decimoctava edición del concurso Sanremo Giovani junto a Vale LP con la canción Dimmi tu quando sei pronto per fare l'amore, siendo ambas finalistas y obteniendo por tanto la oportunidad de participar en el Festival Sanremo 2025 en la sección "Nuevas propuestas" con la misma canción presentada en Sanremo Giovani. En el festival, ambos no lograron clasificar entre los finalistas, siendo eliminados en la semifinal, que tuvo lugar el 12 de febrero, durante la segunda noche del evento. El 14 de marzo del mismo año se lanza el single Le ragazze della valle, creado junto con Vale LP.

## Discografía

### EP
- 2022 – Bambina
- 2024 – La vita non uccide

### Sencillos
Como artista principal
- 2019 – Farsi male
- 2020 – Diamanti
- 2020 – Panico (feat. Ketama126)
- 2021 – Empty (con Nahaze)
- 2021 – Regole (feat. Carl Brave)
- 2022 – Sola
- 2023 – Follia
- 2023 – Non è la fine
- 2024 – Attimo
- 2024 – Kiss Me
- 2024 – Dimmi tu quando sei pronto per fare l'amore (con Vale LP)
- 2025 – Le ragazze della valle (con Vale LP)

Como artista invitada
- 2020 – Ora vado (Zollo feat. Pretty Solero y Lil Jolie)
- 2020 – Ormai (Irbis feat. Lil Jolie y Estremo)
- 2022 – Lingue (Close Listen feat. Lil Jolie)
- 2024 – Guagliona (Vale LP feat. Lil Jolie, del álbum Guagliona)

### Colaboraciones
- 2020 – Fumo Freestyle (Vale LP feat. Lil Jolie, del EP Fine fra' me)
- 2020 – Non mi capirai mai (CoCo con Lil Jolie y Vale LP, del álbum Floridiana)

## Programas de televisión
- Amici di Maria De Filippi 23 (Canale 5, 2023-2024) - concursante

## Participación en eventos de canto
- Festival de San Remo (Rai 1)
  - 2025 – No finalista en la sección "Nuevas propuestas" con Dimmi tu quando sei pronto per fare l'amore, en pareja con Vale LP
- Sanremo Giovani (Rai 1)
  - 2024 – Finalista de la decimoctava edición con Dimmi tu quando sei pronto per fare l'amore, en pareja con Vale LP